# Маркетт-Гайтс (Іллінойс)
Маркетт-Гайтс (англ. Marquette Heights) — місто (англ. city) в США, в окрузі Тазвелл штату Іллінойс. Населення — 2541 особа (2020).

## Географія
Маркетт-Гайтс розташований за координатами 40°37′6″ пн. ш. 89°36′17″ зх. д. / 40.61833° пн. ш. 89.60472° зх. д. (40.618258, -89.604757).  За даними Бюро перепису населення США в 2010 році місто мало площу 2,56 км², уся площа — суходіл.

## Демографія
Згідно з переписом 2010 року, у місті мешкали 2824 особи в 1035 домогосподарствах у складі 813 родин. Густота населення становила 1104 особи/км².  Було 1070 помешкань (418/км²).
Расовий склад населення:
| - 97,0 % — білих - 0,8 % — азіатів - 0,5 % — чорних або афроамериканців - 0,1 % — корінних американців |

До двох чи більше рас належало 1,3 %. Частка іспаномовних становила 1,7 % від усіх жителів.
За віковим діапазоном населення розподілялося таким чином: 26,6 % — особи молодші 18 років, 62,4 % — особи у віці 18—64 років, 11,0 % — особи у віці 65 років та старші. Медіана віку мешканця становила 36,3 року. На 100 осіб жіночої статі у місті припадало 97,9 чоловіків;  на 100 жінок у віці від 18 років та старших — 96,8 чоловіків також старших 18 років.
Середній дохід на одне домашнє господарство  становив 66 810 доларів США (медіана — 66 875), а середній дохід на одну сім'ю — 73 222 долари (медіана — 72 969). Медіана доходів становила 46 512 долари для чоловіків та 32 382 долари для жінок. За межею бідності перебувало 5,8 % осіб, у тому числі 7,5 % дітей у віці до 18 років та 6,7 % осіб у віці 65 років та старших.
Цивільне працевлаштоване населення становило 1431 осіб. Основні галузі зайнятості: освіта, охорона здоров'я та соціальна допомога — 24,0 %, виробництво — 20,8 %, роздрібна торгівля — 10,4 %, мистецтво, розваги та відпочинок — 9,9 %.